# 95-1式自動步槍

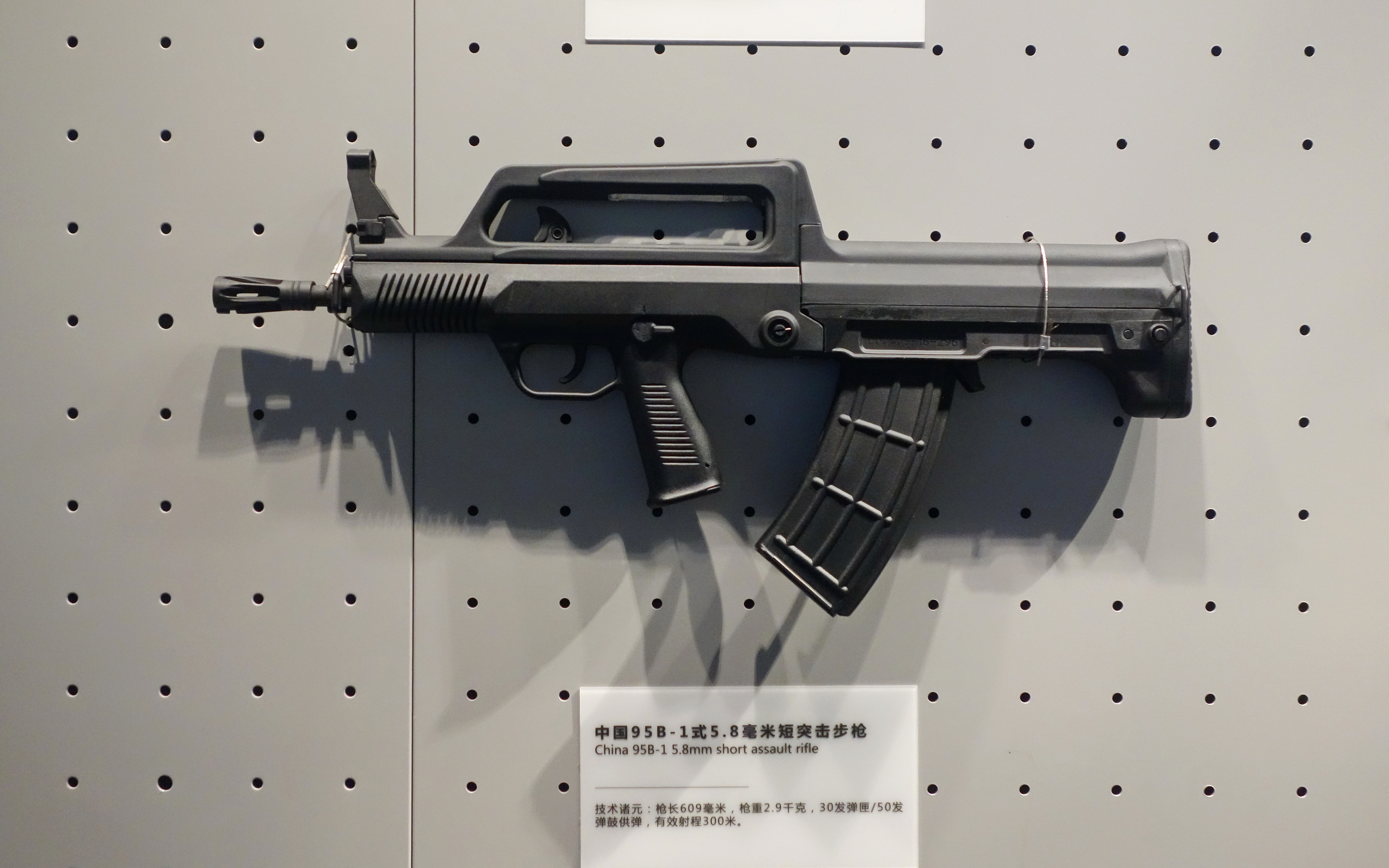
95B-1式短突击步枪

95-1式自动步枪（QBZ-95-1，QBZ为源自官方翻译的拼音「轻武器—步枪—自动」（Qingwuqi Buqiang Zidong）的类别代码，照正常而言的拼音是「1995-1式自动步枪」（Zidong Buqiang, 1995-1），亦简称95-1式，西方國家曾误称為95G式，以下简称为QBZ-95-1）是一系列由中国北方工业集团公司所研制和生產的突击步枪，属于95式枪族的最新型，为目前中国人民解放军的制式步枪之一。

## 歷史
2009年开始，互联网上开始传出95式改进型的消息。
95式的总设计师朵英贤曾表示95改会在国庆60周年阅兵时亮相，但最终未能出现。当时朵英贤提到95改将会有三大改进：
1. 人机功效改进
2. 使用和95班机以及88式通用机枪相同的5.8毫米重弹，有效射程也将因此提升
3. 配属新型榴弹发射器[1]

2010年初，CCTV-7《人民子弟兵》的一期采访枪械测试员的节目中出现一种被认为是95改的步枪，當時已經可以看出的修改有：
1. 移除小握把
2. 手槍握把的形状改变
3. 快慢机位置移至手槍握把上方便于快速切换射击状态
4. 准星下方两侧各增加一小段导轨用以安装戰術燈、雷射瞄準器等附件。[2]

2011年，《兵器知识》杂志2A期正式公开了改进型95式步枪，改进型名为95-1式（QBZ-95-1），除上述改进外，公开的改进部分还有：
1. 拉機柄增高3毫米
2. 使用了DBP10式通用步枪子弹，同时仍然可以使用旧式弹药
3. 膛线变为6条
4. 上、下护木的形状改进，握持更舒适，散热效果更好
5. 槍背帶（英语：Sling (firearms)）环形位置和枪背带形状改变
6. 主握把角度由原来的81°改为75°
7. 改进通条结构
8. 改进气体调节器结构
9. 改进瞄具座，将瞄准镜的基线降低5毫米
10. 增加無彈後定
11. 調整拋殼方向和路線
12. 改进托彈板
13. 夜间瞄准装置以氚光管代替荧光涂料
14. 瞄准装置改进
15. 配属新型91B式榴弹发射器[3]

QBZ-95-1在2010年第一季度在少量进行测试和评估服役。
这种改进型在2010年年底将进入全面的服役，取代了原来在1995年投入服役的95式步枪；原来的95式步枪，则将会下放给第二线和预备役部队，前线部队已经装备这个改进型。
QBZ-95-1最先給中國人民解放軍駐香港部隊（香港駐軍）所使用。其後發現，兰州军区亦已經使用QBZ-95-1。

## 設計細節
新型QBZ-95-1是在QBZ-95為基礎並且改進而成的，在總體結構、自動原理和動力特性等方面基本上亦與QBZ-95相同。
在改型研製中，針對95式槍族裝備部隊後，暴露的問題進行了改進。它改進了其可靠性和使用難度的問題，並改進了人體工學設計。

### 槍機、擊發及氣動機構
QBZ-95-1改進了氣體調節器結構、緩衝器結構和拋殼機構。
氣體調節器改為提環式設計，用手或借助彈殼口部向上提起拉環即可轉動調節器。而且圓滑的外露表面並使操作時更舒適。
緩衝器結構由壓縮彈簧式槓桿緩衝器改為扭轉彈簧式槓桿緩衝器，緩衝槓桿受力條件好，使槍機後座到位和復進運動更為平穩。
拋殼機構方面則將拋殼口後沿向前縮進5毫米。拋殼口後端增加反射面，保證了子彈彈殼的拋殼方向穩定在步槍右前方45 °方向（大約是槍管的1點鐘位置）彈出，提高了拋殼的穩定性和一致性，左撇子使用者也能正常射擊。

### 槍管及槍口裝置
QBZ-95-1的槍管長度為463毫米（18.2英吋），較原來的QBZ-95加重，膛線改進為6條。
QBZ-95-1改進了其膛口裝置，提高了其與槍管的連接強度，可以安全、可靠地發射空包彈。膛口裝置上亦增加了閉氣環，有效提高在發射槍榴彈的射程。

### 拉機柄
QBZ-95-1的拉機柄在QBZ-95拉機柄的基礎上優化結構形狀，並增高3毫米，使之便於裝填時用力。

### 手槍握把
QBZ-95-1的手槍握把和扳機護環的形状有著很大改变。手槍握把角度由原来的81°減小至75°，後端向前移了3.5毫米，快慢機亦從槍托後部改裝在其左上方，同時移除了扳機護圈上的前握把設計。除了方便手槍握把能於單手以內共用QLG-10A榴彈發射器的扳機，在裝上及拆卸彈匣時候的前部空間也有所增加。

### 護木
QBZ-95-1改進了上、下護木的形状和結構。增大槍管至下護木的內腔的距離，將上護木散熱孔由6個小孔改為5個大孔，下護木外壁的散熱槽／防滑槽由直槽改為斜槽並且增加其數量。經試驗驗證，改進後槍族下護木溫度比QBZ-95降低，散热效果更好，明顯改善燙手問題，握持亦更為舒适。

### 槍托
QBZ-95-1移除了槍托後部的快慢機，並且在槍身下方、彈匣釋放按鈕的後面裝有無彈後定釋放按鈕。

### 材料
QBZ-95-1改進了槍械用工程塑料材料，採用全新研製的WS SL-1045改性尼龙66、WS SL-1046改性尼龍610和TPAC HPN 3502A等新型材料。通過調整注塑成型工藝和製品後處理工藝，全面提高了塑料件的強度、韌性和表面硬度，塑料件表面並由光滑型改為細麻點型，改善了易磨毛髮白和易留划痕的情況。新研製的工程塑料材料亦具有良好的耐腐蚀和抗老化效果。
針對上護蓋上方薄壁處在使用中易斷裂的問題，QBZ-95-1除了使用新材料、新工藝和增加壁厚加以改進以外，還沿上護蓋的薄弱部位增加了3毫米高的加強筋，增強了上護蓋的整體剛度。
針對部隊使用中暴露的問題，QBZ-95-1改進了鋁合金部件的表面處理工藝，採用陶瓷化新工藝，提高了鋁合金部件表面抗老化性能和耐磨性。其钢製部件表面採用改進黑色磷化和QPQ處理等新工藝，使鋼件表面防腐能力較QBZ-95有明顯提高。
QBZ-95-1還改進了槍托、上護蓋和下護木等塑料部件的搭接形式，提高了分解及結合時塑料件入位的準確性及全槍外觀的美觀性。

### 彈藥
QBZ-95-1發射較重的5.8×42毫米DBP-10式通用步枪子彈，同时仍然可以使用旧式弹药（DBP-87普通彈和DVP-88重彈）。

### 供彈方式
QBZ-95-1使用的分別是改進了彈匣托彈板的結構的30发可拆卸式彈匣和75发可拆卸式弹鼓。並在機匣中增加了無彈後定卡筍和解脫按鈕。當彈匣內的子彈射盡以後，通過彈匣托彈板推動空倉掛機卡筍以實現無彈後定功能。同時針對彈匣底部容易磨損的問題，把彈匣底板改為金屬部件。由於彈匣插槽與QBZ-95仍然通用，因此QBZ-95-1亦可以與舊式彈匣共用，但將無法使用無彈後定機能。

### 瞄準具
針對加装瞄准具后照门過高、準星滑座容易鬆動和夜间瞄准装置光度的問題，QBZ-95-1改进了瞄具座。首先將機械瞄具的照门高度降低了5毫米，改進了瞄準時的舒適性；另外也將準星座結構由準星滑座修為整體式準星座，而在機械瞄具的照門位置方面則設置了調整機構，設計了可左右定量移動、定位可靠的照門結構，徹底解決了部隊反映的射擊偏差問題；夜间瞄准装置方面則以氚光管取代熒光涂點作為發光源，由於氚光的半衰期可達13年，提高了發光點的亮度和使用壽命，以及夜間瞄準的方便性。
根據部隊的作戰需求，QBZ-95-1並改進了照門分劃設置，其照門分劃設置為3碼（覘孔直径3毫米）、3碼（覘孔直徑1毫米）、4碼（覘孔直徑1毫米）和5碼（覘孔直徑1毫米），分別對應300公尺、300公尺、400公尺和500公尺射程。由於自動步槍在300公尺以內的彈道接近直線彈道，因此其最小射程就設置為300公尺。其中兩個分劃3的區別在於覘孔直徑不同，覘孔直徑為3毫米的3碼分劃是在突發情況下快速瞄準目標或瞄準移動目標的時候使用，而覘孔直徑均為1毫米的另一個3碼、4碼以及5碼分劃則在精確瞄準射的時候使擊用。

### 附件
QBZ-95-1可掛裝或使用隨系統一同研製的白光瞄準鏡、微光瞄准镜以及激光指示器、戰術燈、彈匣並聯器、彈殼收集袋、槍口帽等配套附件，還可加裝QNL-95與QNL-06两款刺刀。槍口裝置可以用以發射中國製DQJ-03式、DQP-1式和DQD-1式40毫米槍榴彈。
QBZ-95-1可掛裝原為QBZ-95研製的35毫米91B式榴弹发射器和隨系統一同研製的35毫米口徑QLG-10和QLG-10A兩種步槍下掛式榴彈發射器。
QBZ-95-1保留了提把上具有中國專用快速裝拆式瞄准镜安裝導軌，而且使用了新研製的正頂式槍鏡鎖緊機構。該機構除了鎖緊可靠，徹底解決了部隊使用中暴露的鬆動現象問題的同時，還大大降低了高低方向的結構尺寸，使改進後的白光和微光瞄準鏡的瞄準基線高度分別降低15毫米和36毫米，進一步提高了配鏡瞄準射擊的舒適性和減少士兵使用瞄準鏡的暴露面積。另外也還增加了MIL-STD-1913式導軌版本作為國內或出口用途。
QBZ-95-1在導氣箍（準星座）的兩側增加了小型燕尾連接座，用以安裝配套研製的新型QM/QMJ雷射瞄準器、戰術強光燈等光學產品。但由於尺寸比MIL-STD-1913式導軌和韋弗式導軌都要小得多，因此該兩導軌接口的裝置並不能直接裝掛在其導軌上。
QBZ-95-1改進了槍背帶環的位置，增加了前背帶環與下護木以及後背帶環與托底板之間的距離。同時隨系統一同研製的槍背帶採用三點式結構，士兵在不脫卸槍背帶的情況下，單手操作分離插扣，使槍背帶上的3道梁快速滑動，即可由背負狀態迅速轉入作戰射擊狀態，解決了傳統兩點式槍背帶戰術狀態轉化慢、易掉槍的缺點。三點式槍背帶還具有多種背負形式，可單肩背負、雙肩背負以及斜挎等。
QBZ-95-1重新設計了其附件筒、鉸刀、準星扳手、衝子、油毛刷、槽刷、覘孔針、通條頭和整體式通條桿，實現了導氣孔清理、準星及照門調校、輔助拆卸、槍械外表面（含溝槽）清理、覘孔清理、內膛擦拭清理和塗油等多種功能，滿足日常擦拭保養的需求。附件工具的改進設計並注重一件多能、減少附件數目，改進後附件工具結構簡單、使用功能完善。
為提高步兵班反輕型裝甲和面殺傷能力，QBZ-95-1增設了前後兩點固定式步槍下掛式榴彈發射器接口。後方由發射器尾端與步槍、短自動步槍的後支座連接，而前端由發射器掛槍卡筍與步槍刺刀座尾端或短自動步槍膛口扣合。前後兩點式接口方式使步槍下掛式榴彈發射器的安裝和拆卸更為方便、快捷以及定位可靠。
QBZ-95-1專門配備了結實耐用、密封性好的塑料包裝箱，以便武器運輸及儲存。

## 缺陷
在2013年澳大利亚陆军轻武器技能大赛的步枪课题比赛结束后，为加强交流，澳方专门组织中、澳两军进行了一次射击交流活动。
活动中，中、澳两军士兵互换武器射击，QBZ-95-1出现的问题更为明显。比如：
中国参赛队员第一次使用澳方军用的斯泰尔F88步枪，射击成绩反比使用95-1式打的还好。
一名澳大利亚参赛队员在交换使用中国参赛队员孙立新的步枪射击时，步枪弹匣底板突然脱落，托弹扳簧连同弹匣内的子弹散落了一地；最后，一名澳大利亚士兵使用95-1式射击时，因武器後座力太大，发射时瞄准镜的目镜框，将这名射手的眼眶撞了一个大包。
其中一名中国参赛队员中士黄庆在比武时武器出现了“单打连”（三发弹同时出膛）的情况。
据该队员介绍：在国内对本课题训练时，他的成绩一直很好，也没有出现这种情况，卡壳情况到是出现过几次。
在出国进行本课题比赛时，前两发试射，武器没有问题；正式比赛中的第一发弹和第二发弹也很正常，而且这两发弹都打到“V”内，但在第三次击发时却出现了“单打连”的情况，奖牌也这因次故障而付之东流。
在课题14比武中，另一中国射手杨志升的步枪则出现了卡壳故障，而不得不退出比赛。
而且，半年来通过多次的、近似实战的检验，95-1式内部许多深层次的毛病逐步暴露，除了初期型子弹在枪膛中附铜、在导气室挂铜以及工艺材料粗糙等突出问题之外，还出现其它一些问题，比如：
- 快慢机移至握把附近后实现了单手操作，但包裹快慢机轴的部分却在机匣下方突出来，射手在握持握把时会感到顶压食指；
- 分解结合不及从前顺畅、改进后的武器故障率、後座力反而比QBZ-95的还要高等等。

## 使用者
- 中华人民共和国
  - 中國人民解放軍
  - 中國人民武裝警察部隊
  - 公安特警單位
- 香港
  - 儀仗用途
    - 入境事務處
    - 香港輔助警察隊

## 流行文化

### 电子游戏
- 2012年—：型號為QBZ-95-1和QJB-95-1：
  - QBZ-95-1命名為「Type 25」，於戰役模式、聯機模式及殭屍模式中皆有出現，拥有近未来的造型以及95式自動步槍式样的小握把，提把高度大幅下降且装上导轨，并改用重新定位拉机柄。30發彈匣（聯機模式時可使用改裝：延長彈匣增至40發），初始攜彈量為180發（戰役模式）、90發（聯機模式）和150發（殭屍模式），最高攜彈量為390發（戰役模式）、240發（聯機模式）和150發（殭屍模式）。戰役模式之中由「核心之日」（Cordis Die）的僱傭兵及戰略防禦聯盟（SDC）所使用，亦可於完成「奧德修斯」（Odysseus）戰役以後解鎖並讓主角大衞·梅森（David Mason）使用；聯機模式時於等級4解鎖，並可以使用反射式瞄準鏡、快速抽出握把、快速重裝彈匣、ACOG光學瞄準鏡、前握把、可調節槍托、目標搜索器、激光瞄準器、擊發調變、EOTECH全息瞄準鏡、消音器、全金屬披甲彈（英语：Full metal jacket bullet）、混合式光學瞄準鏡、延長彈匣、榴彈發射器、毫米波掃描器；殭屍模式時以950點打開神秘箱取得，亦有一款衍生型稱作「25式菌種」（Strain 25），最高攜彈量提升至270發，預設具有反射式瞄準鏡和快速重裝彈匣，並可以使用榴彈發射器、EOTECH全息瞄準鏡、目標搜索器、毫米波掃描器。
  - QJB-95-1命名為「QBB LSW」，只在戰役模式及聯機模式中出現，拥有近未来的造型以及95式自動步槍式样的小握把，提把高度大幅下降且装上导轨，并改用重新定位拉机柄。75發彈鼓（可使用改裝：延長彈匣增至101發（戰役模式）和100發（聯機模式）），初始攜彈量為225發（戰役模式）和150發（聯機模式），最高攜彈量為525發（戰役模式）和300發（聯機模式）。戰役模式之中由「核心之日」（Cordis Die）的僱傭兵（Mercs）、戰略防禦聯盟（SDC）和巴基斯坦三軍情報局（ISI）所使用，亦可於完成「皮洛士式的勝利」（Pyrrhic Victory）戰役以後解鎖並讓主角大衞·梅森（David Mason）使用；聯機模式時於等級4解鎖，並可以使用反射式瞄準鏡、快速抽出握把、快速重裝彈匣、ACOG光學瞄準鏡、前握把、可調節槍托、目標搜索器、激光瞄準器、擊發調變、EOTECH全息瞄準鏡、消音器、全金屬披甲彈（英语：Full metal jacket bullet）、混合式光學瞄準鏡、延長彈匣、毫米波掃描器。
- 2013年—：型號為QBZ-95-1、QJB-95-1和QBZ-95B-1：
  - QBZ-95-1命名為「QBZ-95-1」（中文版則命名為「95-1式自動步槍」），為QBZ-95-1戰術化改裝版，發射5.8×42毫米DBP-10子彈，被歸類為突击步枪，載彈量30+1發，初始攜彈量為124發，提把高度下降且装上导轨和印有的字樣，奇怪地快慢機位置仍在槍托上，下掛的榴彈發射器是GP-30；加裝瞄準鏡時，會奇怪的拆除槍械前端的機械準星。單人模式之中由中国人民解放军所使用，亦可於完成小任務「英靈神殿」（作出不將C4交給任何人的最後決定）以後解鎖並且可被美国海军陆战队精英小隊「墓碑」隊長丹尼爾·雷克（Daniel Recker）所使用或戰鬥期間所繳獲；多人聯機模式時為「突擊兵」（Assault）的解鎖武器包武器之一，於完成上述的任務「英靈神殿」時解鎖，並可以使用土狼、雷射瞄準器、舒適握把、防火帽、JGM-4（放大4倍）、斜視金屬瞄準器、直角握把、重型槍管、稜鏡（放大3.4倍）、手電筒、腳架、制動器、HD-33、放大鏡（放大2倍）、寛型握把、LS06消音器、下掛式榴彈發射器（突擊兵配件）以及七件戰鬥包附件（綠點雷射瞄準器、PBS-4消音器、R2消音器、消音器、ACOG（放大4倍）、FLIR（紅外線放大2倍）、全像、消光器、折疊握把、馬鈴薯握把、直立握把、紅外線夜視鏡（紅外線放大1倍）、眼鏡蛇、M145（放大3.4倍）、雷射／燈光組合、PKA-S、PK-A（放大3.4倍）、PSO-1（放大4倍）、反射式、戰術燈、三光束雷射當中之七）。
  - QJB-95-1命名為「QBB-95-1」（中文版則命名為「95式班用機槍」），為QJB-95-1戰術化改裝版，發射5.8×42毫米DAP-87子彈，被歸類為轻机枪，載彈量75+1發，彈鼓供彈，初始攜彈量為162發，預設具有腳架，提把高度下降且装上导轨，槍身印有「中国军队」的字樣，奇怪地快慢機位置仍在槍托上，加裝瞄準鏡時，會奇怪的拆除槍械前端的機械準星。單人模式之中由中国人民解放军所使用，亦可於「颶風攔截」（Singapore）戰役達到銀牌時解鎖並且可被美国海军陆战队精英小隊「墓碑」隊長丹尼爾·雷克（Daniel Recker）所使用或戰鬥期間所繳獲；多人聯機模式時為「支援兵」（Support）的解鎖武器包武器之一，於達到28,000點輕機槍得分時才能解鎖，並可以使用HD-33、放大鏡（放大2倍）、防火帽、寛型握把、稜鏡（放大3.4倍）、雷射瞄準器、制動器、土狼、手電筒、舒適握把、LS06消音器、JGM-4（放大4倍）、直角握把、重型槍管以及七件戰鬥包附件（ACOG（放大4倍）、FLIR（紅外線放大2倍）、全像、消光器、折疊握把、馬鈴薯握把、直立握把、綠點雷射瞄準器、紅外線夜視鏡（紅外線放大1倍）、眼鏡蛇、M145（放大3.4倍）、PBS-4消音器、雷射／燈光組合、PKA-S、PK-A（放大3.4倍）、PSO-1（放大4倍）、R2消音器、反射式、消音器、戰術燈、三光束雷射當中之七）。
  - QBZ-95B-1命名為「Type-95B-1」（中文版則命名為「TYPE-95B-1卡賓步槍」），為QBZ-95B-1戰術化改裝版，發射5.8×42毫米DBP-10子彈，被歸類為卡賓槍，載彈量30+1發，最高攜彈量為124發，提把高度下降且装上导轨和印有的字樣，奇怪地快慢機位置仍在槍托上，加裝瞄準鏡時，會奇怪的拆除槍械前端的機械準星。只於多人聯機模式登場，為所有兵種的解鎖武器包武器之一，於達到83,000點卡賓槍得分時才能解鎖，並可以使用土狼、雷射瞄準器、舒適握把、防火帽、HD-33、放大鏡（放大2倍）、寛型握把、LS06消音器、稜鏡（放大3.4倍）、斜視金屬瞄準器、直角握把、重型槍管、JGM-4（放大4倍）、手電筒、腳架、制動器以及七件戰鬥包附件（ACOG（放大4倍）、FLIR（紅外線放大2倍）、全像、消光器、折疊握把、馬鈴薯握把、直立握把、綠點雷射瞄準器、紅外線夜視鏡（紅外線放大1倍）、眼鏡蛇、M145（放大3.4倍）、PBS-4消音器、雷射／燈光組合、PKA-S、PK-A（放大3.4倍）、PSO-1（放大4倍）、R2消音器、反射式、消音器、戰術燈、三光束雷射當中之七）。
- 2015年—《戰術小隊》：型號為QBZ-95-1、QBZ-95B-1和QJB-95-1，都由中国人民解放军与中国人民解放军海军陆战队所使用，游戏中的机械瞄具照门为错误的翻转式照门，且为100米归零，最大300米可调的三档式；但现实中，无论是95式还是95-1式，机械瞄具均为300米归零的砧孔式瞄具，可调密位为300，400，500米三个档位。
- 2018年—《绝地求生》：型号为QBZ-95-1，命名为“QBZ”，游戏中使用5.56mm口径子弹。目前仅在“Sanhok”地图中出现。裝彈量為30發（擴容後為40發），可配備：所有突擊步槍槍口及彈匣、所有握把、紅點瞄準鏡、全息瞄準鏡、6倍及以下高倍瞄準鏡。
- 2020年—《決勝時刻：黑色行動冷戰》：為一款以QBZ-95-1作原型的架空武器，命名為“QBZ-83”，配備金屬彈匣，並奇怪地具備眾多1980年代風格的特徵。
- 2023年—《決勝時刻：現代戰爭III 2023》：型號為QJB-95-1，命名為“DG-58 LSW”。
- 2024年—《三角洲行动》:型号为QBZ-95-1，命名为“QBZ95-1突击步枪”。

## 資料來源
1. ↑  .   [2012-09-28]. （原始内容存档于2009-04-16）.
2. ↑  .   [2012-09-28]. （原始内容存档于2010-04-14）.
3. 1 2  .   [2012-09-28]. （原始内容存档于2012-09-04）.
4. ↑  .   [2012-09-28]. （原始内容存档于2011-06-10）.
5. ↑  .   [2012-09-28]. （原始内容存档于2015-09-23）.
6. ↑  .   [2012-09-28]. （原始内容存档于2014-01-06）.
7. 1 2  .   [2013-05-22]. （原始内容存档于2013-01-16）.
8. 1 2  《兵器知识》杂志 2013年8月号
9. ↑  .   [2012-09-28]. （原始内容存档于2016-01-12）.
10. ↑  .   [2012-09-28]. （原始内容存档于2014-12-23）.

## 外部連結
- （英文）—Modern Firearms—QBZ-95 and QBZ-95-1, QBZ-97（Type 95, 95-1 and 97）assault rifle（页面存档备份，存于）
- （英文）—China Defence Blog－China’s new service rifle: QBZ-95G（页面存档备份，存于）
- （英文）—The Firearm Blog.com—New model of the Chinese QBZ 95-1 bullpup is in the work（页面存档备份，存于）
- （英文）—Tactical-Life.com—Foreign Firepower: 5 Chinese Assault Rifles（页面存档备份，存于）
- （简体中文）—D boy Gun World（槍炮世界）—95-1班用枪族（页面存档备份，存于）
- （简体中文）—IT商业新闻网—中国大幅改进95式步枪 QBZ—95突击步枪面世
- （简体中文）—战略网—美媒：解放军对95步枪不满 故障多惹投诉
- （简体中文）—环球网—我驻港部队首次展出新型95-1式自动步枪（页面存档备份，存于）
- （简体中文）—輕兵器—95-1式5.8mm班用枪族大揭示(一)